# 王强 (企业家)
王强（1962年—），中国天使投资人，新东方教育科技集团联合创始人，真格基金创始人。

## 生平
1962年出生于内蒙古自治区包头，1984年获得北京大学学士学位，后留校任教，1992年赴美留学，1995年获得纽约州立大学计算机科学硕士学位。1996年回国和俞敏洪、徐小平共同成立新东方学校。2011年和徐小平联合红杉资本成立真格基金。2017年成为未来科学大奖捐赠人。

## 著作
- 王強. . 牛津大學出版社. 2016. ISBN 9780190478803.
- 王強. . 牛津大學出版社. 2018. ISBN 9780190974633.

### 譯作
- 威廉·達冷（William Y. Darling）. . 由王強翻译. 牛津大學出版社. 2021. ISBN 9789888747924.